# Уолл-стрит, 40
Уолл-стрит, 40 (англ. 40 Wall Street) — 70-этажный небоскрёб на улице Уолл-стрит в Нью-Йорке, также известный под названием Трамп-билдинг (The Trump Building). Строительство здания длилось 11 месяцев и было завершено в 1930 году.
Высота здания по шпилю — 282,5 м. Небоскрёб в течение непродолжительного времени являлся самым высоким зданием мира, но этот титул у него забрал небоскрёб Крайслер-билдинг, построенный в том же году в том же городе.
Ранее небоскрёб назывался Здание Банка Траста Манхэттена (Bank of Manhattan Trust building). Своё современное название получил в 1996 году после покупки его Дональдом Трампом.

## История
Идея строительства небоскрёба принадлежит банкиру Джорджу Л. Орстрому. В 1928 году Орстром начал приобретение земли для возведения здания. В сентябре того же года
«36 Wall Street Corporation» приобрела 34-36 Уолл-стрит. В то время организация планировала построить 20-этажное здание. К декабрю планы были обновлены, и компания планировала построить уже 45-этажное здание.

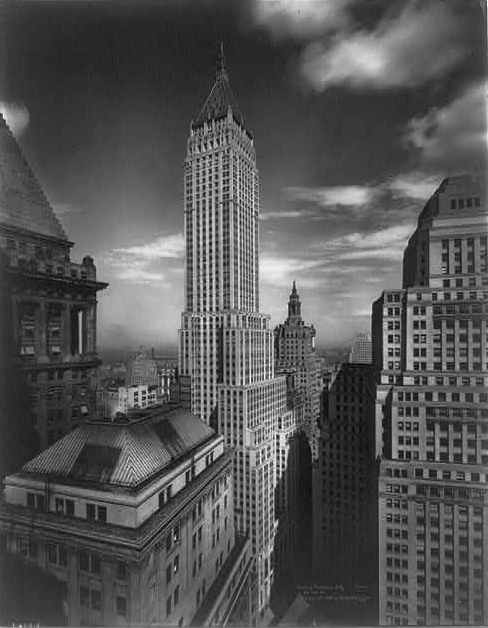
«Manhattan Company Building» (1929 год)

В январе 1929 года «36 Wall Street Corporation», принадлежащая Орстрому на долевой основе, запланировала выпуск облигаций для финансирования строительства здания. Вскоре были объявлены первоначальные планы архитектора Северанса по строительству 60-ти этажного здания, однако оно было короче, чем 241-метровый Woolworth Building и строящееся в то время 246-метровый Chrysler buildings. К 8 апреля 1929 года газета Нью-Йорк Таймс сообщала, что Орстром и Северанс планировали пересмотреть проект небоскрёба, чтобы сделать его самым высоким зданием в мире. Два дня спустя было объявлено об увеличении высоты башни до 260 метров.
Строители намеревались потратить большие суммы, чтобы сократить срок возведения до одного года, что позволило бы арендаторам быстрее въехать в здание. К середине апреля 1929 года жильцы существующих зданий переехали в другое место. «Manhattan Company Building» начала борьбу за звание «самого высокого здания в мире».
Работа на Уолл-стрит, 40 продвигалась быстро: стройплощадка работала 24 часа в сутки, 2300 рабочих работали в три смены. Здание было построено 13 ноября 1929 года. К тому времени стальной каркас достиг высоты 270 метров над уровнем улицы, фасад был достроен до 54-го этажа и большая часть внутренней отделки была завершена.
Возведение было завершено 1 мая 1930 года. Официальное открытие состоялось 26 мая. Два подвальных этажа предназначались для складских помещений, с первого по шестой этажи — для банковских операций и 55-й этаж — для своего офицерского клуба. В общей сложности на строительство было потрачено 24 миллиона долларов.

### Ранние годы

#### Арендаторы
В 1930-х годах была арендована лишь половина площадей здания. Офисные помещения арендовались за 32 доллара за квадратный метр, а не за 86 долларов, к чему стремились владельцы здания. За первые пять лет существования здания «40 Wall Street Corporation» смогла выплатить 323 200 долларов процентов по ипотечным облигациям.
К началу 1939 года у «40 Wall Street Corporation» образовалась задолженность по арендным платежам, аренде земли и налогам на имущество. В феврале 1940 года «Marine Midland Trust Company» стала попечителем Уолл-стрит, 40. 
Одним из крупных арендаторов в того времени была компания «Westinghouse Electric and Manufacturing», которая в 1941 году занимала четыре этажа здания. Среди других арендаторов были агенты по недвижимости, юристы, брокеры, банкиры и даже кинотеатр короткометражных фильмов. Во время Второй мировой войны появилось больше арендаторов, одним из которых было Военно-морское министерство США. К 1943 году здание было сдано в аренду на 80%, а год спустя этот показатель увеличился до 90 %; здание Уолл-стрит, 40 было полностью занято к концу войны. Многие крупные арендаторы, такие как «Prudential Financial», «Westinghouse» и «Western Union», подписали долгосрочные договоры аренды. В конце 1940-х и начале 1950-х годов офисные помещения арендовались по цене 45,4 доллара за квадратный метр.

#### Авиакатастрофа (1946)
Вечером 20 мая 1946 года самолёт ВВС Соединённых Штатов Beechcraft C-45F Expediter врезался в северный фасад Уолл-стрит, 40. Самолет направлялся в аэропорт Ньюарк, вылетев с аэродрома Лейк-Чарльз в Луизиане. Он врезался в 58-й этаж здания около 20:10, образовав отверстие размером 6,1 × 3,0 метра. В результате крушения погибли все пятеро человек, находившихся на борту самолета. В качестве основных причин крушения были определены туман и низкая видимость. 
Эта катастрофа на Уолл-стрит, 40, стала второй в своём роде в истории Нью-Йорка, первая произошла, когда армейский бомбардировщик B-25 врезался в 78-й этаж Эмпайр-стейт-билдинг в июле 1945 года. Трагедия 1946 года была последним случаем, когда самолёт случайно врезался в здание в Нью-Йорке, вплоть до авиакатастрофы 2006 года в Верхнем Ист-Сайде Манхэттена.

### С середины XX века до наших дней

#### 1950-е — 1970-е годы
В 1955 году был создан «Chase Bank». Штаб-квартира новой компании находилась в предыдущем здании «Chase National» на Пайн-стрит, 20, непосредственно к северу от Уолл-стрит, 40. Вскоре после этого «Chase» построила здание на соседней Либерти-стрит, 28. Между тем, несколько офисов, а также отделение банка остались на Уолл-стрит, 40. К 1956 году финансовое положение здания значительно улучшилось, а долговые обязательства «40 Wall Street Corporation» на 1000 долларов продавались за 1550 долларов. В том же году застройщик Уильям Зекендорф через свою корпорацию «Webb and Knapp» купил права на здание у компаний «40 Wall Street Corporation», «Chase» и у семьи Изелин. «Webb and Knapp» также приобрела 32% акций «40 Wall Street Corporation».
В апреле 1960 года «Webb and Knapp» продала недвижимость компании «Metropolitan Life Insurance» за 20 миллионов долларов. В свою очередь, «Metropolitan Life» заключила с «Webb and Knapp» договор аренды сроком на 99 лет и стоимостью 1,2 миллиона долларов в год. В сентябре того же года «Webb and Knapp» продала права аренды британским инвесторам «City & Central Investments» за 15 миллионов долларов. Части интерьера и экстерьера были отремонтированы. В 1961 году «Manufacturers Hanover» заняла нижние этажи здания. Пять лет спустя, «City & Central» продала права аренды компании «Loeb, Rhoades», крупнейшему арендатору Уолл-стрит, 40.

#### 1980-е — начало 1990-х годов
После слияния «Loeb, Rhoades» с «Shearson» в 1980 году офисные помещения, общая площадь которых составляла 23 300 квадратных метров, были освобождены. В то время в здании Уолл-стрит, 40, было 81,3 квадратных метра, которые еще не были арендованы. Офисные помещения в данном районе обычно арендовались по цене от 170 до 220 долларов за квадратный метр. В 1982 году «Loeb, Rhoades» продала права аренды консорциуму инвесторов. В том же году здание было куплено группой из пяти немцев: Анитой, Кристианом и Вальтером Хиннебергами, Стефани фон Бисмарк и Иоахимом Фердинандом фон Грумме-Дугласом. Хиннеберги владели 80% здания, а два других инвестора имели доли по 10%.
31 декабря 1982 года консорциум перепродал права аренды Джозефу и Ральфу Бернштейнам за 70 миллионов долларов. Братья Бернштейны планировали реконструировать Уолл-стрит, 40. В 1985 году было установлено, что Бернштейны действовали от имени президента Филиппин Фердинанда Маркоса и его жены Имельды. В следующем году Маркос был вынужден покинуть свой пост, а его активы в банковских учреждениях США были заморожены, и будущее здания стало неопределённым. Работы по улучшению здания (планировалось несколько улучшений, в том числе модернизация ненадёжных лифтов) были приостановлены на время проведения судебных разбирательств. В августе 1989 года федеральный суд вынес решение о продаже имущества Маркоса. На аукционе Бернштейны сделали победную ставку в размере 108,9 миллиона долларов.
Братья Бернштейн не могли выплатить ничего, кроме первоначального взноса в размере 1,5 миллиона долларов, что привело к проведению второго аукциона в ноябре 1989 года, на котором «Jack Resnick & Sons» выиграла ставкой в размере 77 000 100 долларов. Бёртон Резник планировал провести реконструкцию Уолл-стрит, 40 за 50 миллионов долларов в следующем году. Реконструкция включала бы замену пожарной, электрической и механической систем; ремонт вестибюля; восстановление фасада и окон, а также замену лифтов. В конечном итоге, Резники обновили лишь окна.
В 1991 году «Citicorp» приостановила финансирование реконструкции, сославшись на опасения, что арендаторы могут съехать, в том числе крупная банковская компания «Manufacturers Hanover». В следующем году «Manufacturers Hanover» выехала с нижних этажей. В 1992 году Хиннеберги передали свои 80% акций компании «40 Wall Street Ltd.», в то время как Бисмарк и Грумме-Дуглас передали свои 20% акций компании «Scandic Wall Ltd.». В мае 1993 года «Citicorp» продала здание с аукциона. Позднее гонконгский консорциум «Kinson Properties» подписал долгосрочный договор аренды (на тот момент 80% здания пустовало). «Kinson» планировала отремонтировать здание за 60 миллионов долларов, включая вестибюль за 4 миллиона долларов, электрические и механические системы за 5-7 миллионов долларов. К тому времени, когда «Kinson» продала право аренды в 1995 году, мало что было сделано для улучшения здания.

#### Эра Трампа
В июле 1995 года Дональд Трамп заявил о намерении арендовать здание и произвести его реконструкцию за 100 миллионов долларов. Право аренды было передано в декабре того же года. 

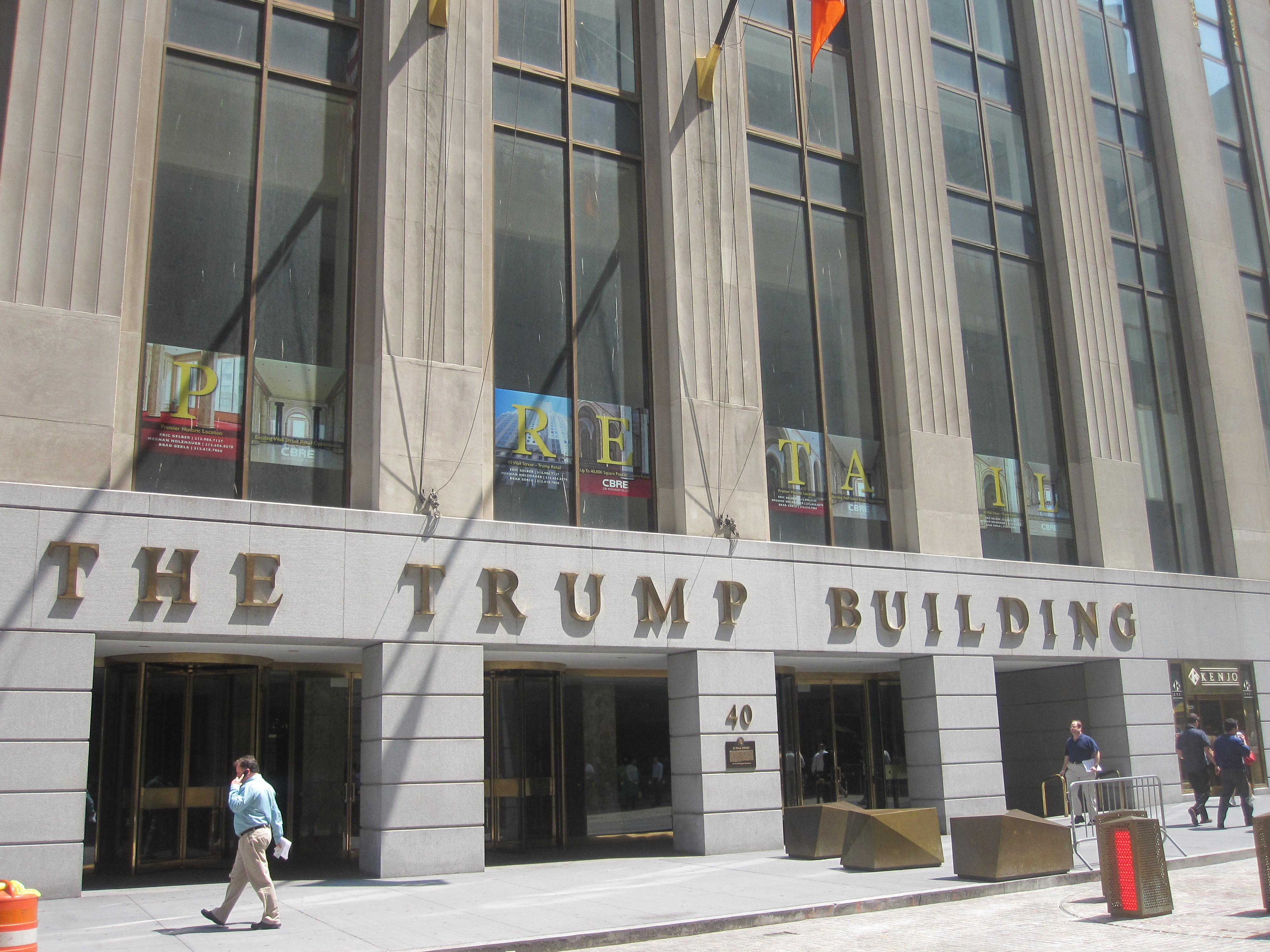
Вид здания со стороны Уолл-стрит

В конечном счете Трамп потратил 35 миллионов долларов на покупку и реконструкцию Уолл-стрит, 40. Он также планировал преобразовать верхние этажи здания в жилые помещения, оставив нижнюю половину в качестве коммерческой площади. В 2003 году Трамп попытался продать здание, ожидая предложений на сумму свыше 300 миллионов долларов, однако таковые не поступили.
В 2014 году «40 Wall Street Ltd.» передала свою долю собственности в здании «40 Wall Street Holdings». Доход от аренды торговых площадей  Уолл-стрит, 40 увеличился с 30,5 миллиона долларов в 2014 году до 43,2 миллиона долларов в 2018 году.

## Дизайн
Здание было спроектировано ведущим архитектором Крейгом Северансом, младшим архитектором Ясуо Мацуи и архитекторами-консультантами из «Shreve & Lamb». «Moran & Proctor» были инженерами-консультантами, «Starrett Corporation» занималась самим возведением, а «Purdy and Henderson» являлись инженерами-конструкторами. Интерьер был разработан Морреллом Смитом совместно с «Walker & Gillette». Фасад Уолл-стрит, 40 имеет черты «модернизированной французской готики". Его основа выполнена в стиле ар-деко, в ней также присутствуют элементы классической архитектуры в сочетании с абстрактными формами.
Уолл-стрит, 40 имеет высоту 70 этажей. Высота здания достигает 283 метров. В здании была смотровая площадка с обсерваторией на 69-м и 70-м этажах, способная вместить до 100 человек. Обсерватория была закрыта для публики вскоре после Второй мировой войны.

### Формы
Уолл-стрит, 40 один из нескольких небоскребов в городе с пирамидальными крышами. Со стороны Уолл-стрит центральная часть фасада углублена на 26-й этаж, в то время как симметричные павильоны слегка выступают с обеих сторон с отступами выше 17, 19 и 21 этажей.

### Фасад

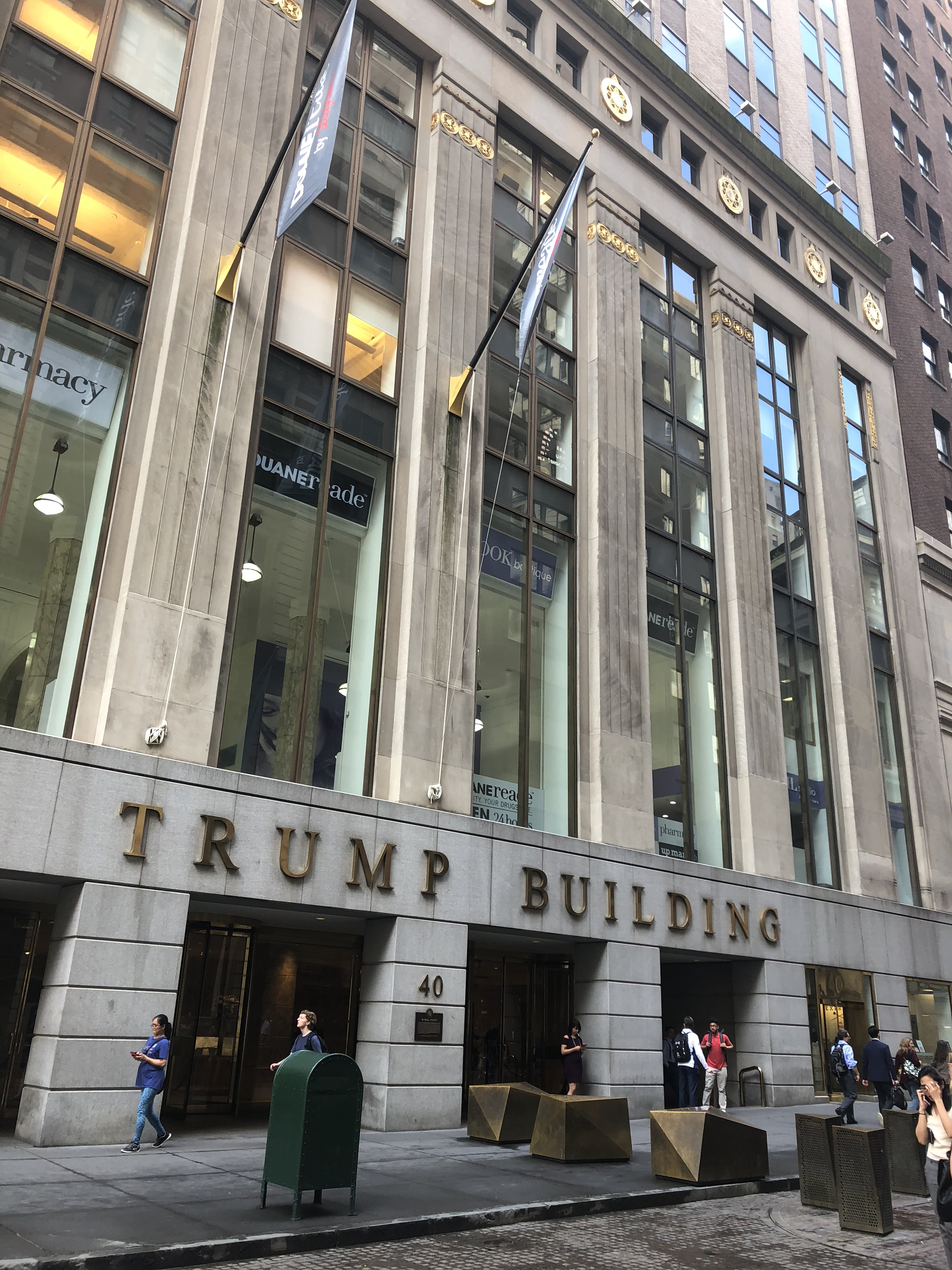
Фасад со стороны Уолл-стрит

Фасад состоит из кирпича цвета буйволовой кожи, а также декоративных элементов из терракоты и кирпича. Вертикальные отсеки, в которых расположены окна здания, разделены опорами. Пазухи сводов, которые разделяют ряды окон на каждом этаже, обычно утоплены за опорами; они, как правило, темнее на верхних этажах. Оконные проемы здания, первоначально состоящие подъёмных окон, позже были заменены многочисленными типами оконных стёкол или жалюзи.
С первого по шестой этажи имеют фасад из известняка и гранита. Уолл-стрит, 40 имеет гранитный фасад на первом этаже. Фасады со второго по пятый этажи с обеих сторон состоят из колоннады с пилястрами из известняка.
Со стороны Уолл-стрит на первом этаже первоначально был центральный вход с тремя дверями из бронзы и стекла, по бокам от которых располагались многочисленные входы в вестибюль лифта и нижний банковский зал. Окна из бронзы и стекла занимали второй и третий этажи, в то время как окна из чугуна были на четвертом-шестом этажах. Над центральным входом был дверной проём, который был увенчан скульптурой Эли Наделмана «Океан», также называемой «Водолей» (она была удалена к концу 20-го века). К 1995 году вход был оборудован семью бронзовыми прямоугольными дверями и тремя вращающимися дверями. Буквы с надписью «The Trump Building» находятся над первым этажом, в то время как на четвертом этаже есть пара флагштоков.
Сторона Пайн-стрит была устроена аналогично стороне Уолл-стрит. Часы диаметром 1,8 метра существовали на фасаде со стороны Пайн-стрит с 1967 по 1993 год. Эта часть фасада состоит из 11 отсеков; на уровне земли он включает в себя вход в главный лифтовой вестибюль, служебный вход и витрины магазинов. Как и в случае со стороной Уолл-стрит, на четвертом этаже находится пара флагштоков.
На девятом этаже со стороны Уолл-стрит есть восемь флагштоков, по четыре на каждом павильоне. На 19-м этаже со стороны Пайн-стрит вместо оконных проёмов установлены жалюзи. На 36-м и 62-м этажах между окнами на каждом этаже есть кирпичные пролеты. Пазухи сводов над 52-м по 57-й этажи сделаны из терракоты; над 58-м по 60-й этажи из терракоты с контрфорсами и над 61-м и 62-м этажами из более тёмных кирпичей с фронтонами и ромбовидными узорами.
Здание имеет пирамидальную крышу, первоначально изготовленную из меди, покрытой свинцом. Крышу окружает карниз. На вершине находится шпиль, который содержит флагшток, а также хрустальный шар.

### Интерьер
Как и планировалось изначально, на Уолл-стрит, 40, на первом-шестом этажах размещались банковские учреждения «Manhattan Company», офисы на средних этажах, а также оборудование, смотровая площадка и зоны отдыха на верхних этажах. Когда здание открылось, в нём также было 43 лифта, хотя по состоянию на 2020 год в нём насчитывается 36 лифтов. Вестибюль на Уолл-стрит содержит эскалаторы, ведущие на второй этаж, а также лестницы на два подвальных этажа, в которых находилось хранилище «Manhattan Company».
На втором этаже находилась главная банковская комната размером 46 на 56 метров. В банковский зал можно было попасть прямо с Пайн-стрит, где находилось фойе с двумя парами восьмиугольных ионических колонн из чёрного мрамора. Сама комната состояла из главного зала. По обе стороны от главного зала есть аркады, которые ведут в меньшие помещения. Фрески Эзры Уинтера когда-то украшали стены, но их убрали. По состоянию на 2011 год второй этаж занимает круглосуточный магазин «Duane Reade». С южной стороны пара лестниц на южной стене примыкает к эскалаторам и ведёт к тому, что первоначально было офицерским помещением, прямоугольному помещению с пятью колоннами из белого мрамора. В этом помещении было три дверных проёма, которые вели в частные кабинеты руководителей манхэттенских компаний. Дверные проёмы в эти помещения содержали круглые резные изображения с символами различных секторов экономики.
На четвертом этаже находился зал заседаний правления «Manhattan Company», оформленный в георгианском стиле как имитация Комнаты подписантов Индепенденс-холла. Зал заседаний содержит несколько элементов дорического ордера, таких как колонны, пилястры и фриз. Деревянные двери и камины с сегментными арками находятся на восточной стене, в то время как фальш-окна находятся на западной стене.

## Гонка за звание самого высокого здания мира
Планировалось, что Уолл-стрит, 40 будет на 41 метр выше стоящего неподалёку Вулворт билдинг (241 м), построенного в 1913 году. И, что более важно, по плану оно должно было быть на полметра выше строящегося небоскрёба Крайслер-билдинг (282 м).
Однако архитекторы Крайслер-билдинга в тайне изменили проектную высоту здания после завершения строительства Уолл-стрит 40. На здании был сооружён шпиль высотой 38 метров, благодаря чему сбылась мечта Уолтера Крайслера владеть самым высоким зданием на Земле. Но слава была мимолётной, поскольку год спустя (в 1931 году) было завершено строительство Эмпайр-стейт-билдинг.
В 1998 году специальная комиссия города Нью-Йорка присвоила зданию Трамп-Билдинг статус достопримечательности. На данный момент Трамп-Билдинг является самым высоким зданием Нью-Йорка, расположенным внутри квартала.